# Jani Lajunen
Jani Lajunen (ur. 16 czerwca 1990 w Espoo) – fiński hokeista, reprezentant Finlandii, olimpijczyk.
Jego brat Ville (ur. 1988) także został hokeistą.

## Kariera
- Kiekko-Vantaa U16, U18 (2005-2006)
- Blues U18 (2006-2007)
- Blues U20 (2007-2009)
- Blues (2007-2011)
  -  Suomi U20 (2008-2009)
- Milwaukee Admirals (2011-2013)
- Peoria Rivermen (2013)
- Växjö Lakers (2013-2015)
- Tappara (2015-2017)
- HC Lugano (2017-2021)
  -  Ticino Rockets (2020)

Wychowanek klubu GrIFK. Wieloletni zawodnik Blues. W drafcie NHL z 2004 został wybrany przez Nashville Predators. Od maja 2010 formalnie zawodnik tego klubu, związany trzyletnim kontraktem. W 2011 i 2012 przekazywany do podłegłego klubu Milwaukee Admirals w lidze AHL. Ostatecznie nie zagrał w barwach Predators żadnego spotkania. W lutym został przetransferowany do St. Louis Blues w drodze wymiany za Scotta Forda i przekazany do klubu Peoria Rivermen (AHL). Od maja 2013 zawodnik szwedzkiego klubu Växjö Lakers. Od maja 2015 zawodnik Tappara. Od maja 2017 zawodnik HC Lugano. Przedłużał kontrakt z klubem w lutym 2018 o rok, w grudniu 2018 o dwa lata. Pod koniec września 2020, w ramach powrotu do formy po kontuzji, został przekazany do Ticino Rockets. Z końcem kwietnia 2021 odszedł z klubu.
Uczestniczył w turniejach mistrzostw świata edycji 2011, 2016, 2017 oraz zimowych igrzysk olimpijskich 2018.

## Sukcesy
Reprezentacyjne
- Złoty medal mistrzostw świata: 2011
- Srebrny medal mistrzostw świata: 2016

Klubowe
- Srebrny medal mistrzostw Finlandii: 2008, 2011 z Blues
- Złoty medal mistrzostw Szwecji: 2015 z Växjö Lakers
- Złoty medal mistrzostw Finlandii: 2016, 2017 z Tappara

Indywidualne
- Mistrzostwa Świata Juniorów w Hokeju na Lodzie 2010/Elita:
  - Jeden z trzech najlepszych zawodników reprezentacji
- Liiga (2015/2016):
  - Drugie miejsce w klasyfikacji +/- w sezonie zasadniczym: +26[12]
- Liiga (2016/2017):
  - Piąte miejsce w klasyfikacji +/- w fazie play-off: +7[13]
  - Piąte miejsce w klasyfikacji asystentów w fazie play-off: 7 asyst[14]